# 加藤哲郎 (野球)
加藤 哲郎（かとう てつろう、1964年4月12日 - ）は、宮崎県宮崎郡佐土原町（現：宮崎市）出身の元プロ野球選手（投手）。日本プロ麻雀連盟所属のプロ雀士。
現役引退後は野球解説者・タレントを経て、実業家や麻雀講師として活動している。

## 来歴・人物
宮崎日大高では、エースとして1982年夏の甲子園県予選準決勝に進むが、延岡西高に1-0で惜敗。同年のプロ野球ドラフト会議にて近鉄バファローズから1位指名を受けて入団。契約金3700万円、年俸340万円、担当スカウト河西俊雄。速球とフォークボール、権藤博から教わったチェンジアップを武器に1986年から徐々に頭角を現し、主にリリーフとしてチームに貢献した。
ペナント最終戦でチームが逆マジックをかけたものの敗れた1988年シーズンのいわゆる「10.19」では、延長10回裏から登板（イニングを3分以内に終わらせなければ引き分けで、事実上西武の優勝が確実となった場面での登板だった。詳細は10.19を参照）。2位オリックスとゲーム差なし、3位西武と0.5ゲーム差で熾烈な優勝争いを展開した1989年シーズンは、先発・中継ぎにフル回転。近鉄9年ぶりのリーグ優勝に貢献した。
1989年10月12日の西武とのダブルヘッダーに連勝した近鉄は、マジック1として10月14日の藤井寺球場での対福岡ダイエーホークス戦において先発した加藤は6回1/3を1失点で勝利投手となった。読売ジャイアンツとの日本シリーズでも3試合に登板するが、勝利投手となった第3戦での試合後のインタビューでの発言内容がクローズアップされ、話題となった（詳細は後述）。
1990年は右肩の故障で成績が低迷。
1991年に中継ぎで6勝無敗の成績を挙げたものの、その後再度右肩を痛めた。
1993年11月に近鉄を自由契約となり、入団テストを経て広島東洋カープへ移籍。広島ではサイドスローへ転向し、通算150試合登板を果たすも1年で戦力外通告を言い渡される。
1994年11月、福岡ダイエーホークスの入団テストを受け合格する。
1995年のシーズンは一軍登板がないまま戦力外通告を受け、現役を引退した。
1998年から2001年まで4年間朝日放送（ABCテレビ・ABCラジオ及びスカイ・A）専属野球解説者だったが、あまりに私情を挟んだ暴言が目立ったため、視聴者やスタッフからも煙たがられ契約解除された。一方、同時期にオフィス斬に所属し俳優としても活動し、その後は実業家として焼肉店「猛牛軍団」を展開していたが倒産。TBS系『壮絶人生 俺たちはプロ野球選手だった』では、それまでの経緯に加え、当時、高級レストランで雇われ店長として接客などを熟している様子が放送された。
現在は大阪・天満橋にて麻雀教室を開いている。
2023年8月27日放送の『麻雀最強戦2023 最強レジェンド決戦』予選A卓勝ち上がり後のインタビューにおいて、日本プロ麻雀連盟入りすることを公表し、1位通過した森山茂和会長からも「先日の理事会において承認された」旨の発言があり、プロ雀士となったことが認知された。
2024-25シーズンのモンド名人戦に出場し、初出場・初優勝となった。

## 「巨人はロッテより弱い」騒動
近鉄と巨人が対戦した1989年の日本シリーズで、加藤は10月24日の第3戦（東京ドーム）に近鉄の先発投手として登板。挙式を控えた婚約者も観戦する中、6回1/3を3安打無失点に抑え勝利投手となり、近鉄は3連勝で日本一に王手をかけた。
その試合後のヒーローインタビューで加藤が「別に、とりあえずフォアボールだけ出さなかったらね、まぁ、打たれそうな気ぃしなかったんで。ええ、たいしたことなかったですね。シーズンの方がよっぽどしんどかったですからね、相手も強いし」と発言したことが、各種メディアにより「巨人は（シーズンで最下位だった）ロッテより弱い」という見出しで報じられた。
加藤自身は、10月24日の試合後のダッグアウトで近鉄担当記者から「（巨人は）ロッテより弱いんちゃうの?」と振られ、「あれだけええピッチャーおったら（リーグ）優勝するで。でも打線はアカンなぁ」と答えたら、後半部分だけが「巨人はロッテより弱い」という話にすり替えられたと、二宮清純との対談で主張している。また、YouTubeチャンネルでの岡崎郁との対談では「当時のパ・リーグの打線はどこも凄かった。本塁打を打つバッターは嫌だけど、ジャイアンツ打線は本塁打があまり無いから組みやすい」という意味で言ったこと、当日の試合を自身の父親が観に来ており、インタビューを受けながら目で父親を探して、見つけて目でうなずいているので、VTRでは自分がキョロキョロしているように映っているとし、「はよインタビュー終わらへんかな」と思って集中力を欠いた状態でのインタビューの中での発言だったことを話している。
第4戦から巨人が3連勝し両チーム3勝3敗となり、加藤は優勝のかかった10月29日の最終第7戦（藤井寺球場）に再び先発したが、2回表に駒田徳広に先制のソロ本塁打を打たれた。この時、駒田に「馬鹿!」と近鉄ベンチに向かって叫ばれるなど、3回1/3を投げて3失点で降板。近鉄は試合に敗れ、悲願の日本一を逃した。しかし、加藤は後に『お願い!ランキング』において駒田と対談した際、「あの馬鹿発言は聞こえておらず、VTRを見て気付いた」と駒田に述べており、「もし聞こえていたら次の打席で頭に死球を当てていたと思う」とも振り返っている。この発言には駒田も「もし聞こえたら（頭部に）ぶつけられるのも覚悟しようと思っていた」と発言している。
近鉄球団は、球団50周年記念誌『感動の軌跡』で、加藤がロッテとの比較への言及については否定しているとし、「一選手の発言がシリーズを左右すると判断してはおかしい。（中略）それで勝負が決まるほど単純なものではないだろう」という見解を示している。
後年、駒田はベースボール・マガジン社の取材に「勝負の世界ですから、何を言われても仕方がないでしょう。僕は、プロ野球はああいう発言もありだと思うんです」「（第7戦の「馬鹿!」発言は）第3戦の彼の発言のことを言ったのではなく、あくまで第7戦に限ってのことです。先制本塁打を打った勢いが言わせた部分もあったろうし、巨人ファンの勢いがそう言わせたのかもしれない」と答えている。しかし、勝敗については「1人の選手の発言で勝敗がひっくり返るほど、プロ野球の世界は甘くないですよ」と前置きした上で、「ただ、あの第7戦に関しては、何か特別なものがあったと僕は思う。（中略）日本シリーズが終わってから先輩の岡崎さんが言った言葉です。巨人が3つ負けたのは、自分たちの力がなかったからだ。巨人が3連勝したのは、自分たちが頑張ったからだ。そして最後の1つは、胸のGIANTSの6文字が勝たせてくれた、と。（中略）巨人でプレーしていると、チームの影響力の大きさを実感することは案外と少ないんですが、この第7戦はそれを強く感じました。我々が加藤君の発言に怒る前に、世の中のファンが近鉄を萎縮させてしまった。言ってみれば、巨人というチームの影響力が彼らを萎縮させたんです」としている。
チームメイトでエースだった阿波野秀幸は、加藤の「ロッテより弱い」騒動に関して、加藤の人物像にも関連づけて「（ロッテより弱いと発言したとされたことについて）そういうような（ニュアンスの）ことは言ってますよ。あまりにも調子に乗ったことを言ってるんで、だんだん「相手もあることだし、その辺にしとけ」という気持ちになったのを覚えてます」、「普段から（自分が勝利投手になったときの相手を）『今日は手応えがなかった』とか言える男なんですよ」、「（あの発言は）普段どおり」、「（本人にとっては）特別挑発的なことを言ったわけではない」と振り返っている。
新井宏昌は「加藤哲郎はヒーローインタビューで「シーズン中の方が相手も強く、きつかった」と率直な感想を口にしていたが、試合後の囲み取材を経て、加藤発言は「巨人はロッテより弱い」のビックマウスに変わっていた。自分としても「巨人ってこんなものなのか」とは感じていた。斎藤、桑田、槙原寛己の3本柱はピリッとせず、打線もつながりはなかった。加藤哲に言われても仕方ない内容だった。それでも、加藤発言が独り歩きして、巨人の闘志に火をつけ、逆に王手をかけてから近鉄には硬さが出た。イケイケ野球のもろさが3連勝4連敗という結果につながった。まさかの展開だった」と述べている。
その後、代打出演した2024年11月3日配信のYouTubeチャンネル「佐野慈紀のピッカリーグ」にて、実は現役引退するまで巨人ファンだったことを告白している。近鉄時代の背番号30も、江川卓への憧れから同じ番号を付けていたとのことだったが、引退してしばらくの後に近鉄ファンになったという。

## 詳細情報

### 年度別投手成績
| 年 度      | 球 団      | 登 板 | 先 発 | 完 投 | 完 封 | 無 四 球 | 勝 利 | 敗 戦 | セ 丨 ブ | ホ 丨 ル ド | 勝 率 | 打 者 | 投 球 回 | 被 安 打 | 被 本 塁 打 | 与 四 球 | 敬 遠 | 与 死 球 | 奪 三 振 | 暴 投 | ボ 丨 ク | 失 点 | 自 責 点 | 防 御 率 | W H I P |
| ---------- | ---------- | ----- | ----- | ----- | ----- | -------- | ----- | ----- | -------- | ----------- | ----- | ----- | -------- | -------- | ----------- | -------- | ----- | -------- | -------- | ----- | -------- | ----- | -------- | -------- | ------- |
| 1983       | 近鉄       | 1     | 0     | 0     | 0     | 0        | 0     | 0     | 0        | --          | ----  | 19    | 4.0      | 7        | 2           | 1        | 0     | 0        | 2        | 0     | 0        | 3     | 3        | 6.75     | 2.00    |
| 1984       | 近鉄       | 1     | 1     | 0     | 0     | 0        | 0     | 1     | 0        | --          | .000  | 11    | 1.1      | 5        | 1           | 3        | 0     | 0        | 0        | 0     | 0        | 6     | 6        | 40.50    | 6.00    |
| 1986       | 近鉄       | 23    | 5     | 0     | 0     | 0        | 0     | 4     | 0        | --          | .000  | 261   | 57.1     | 63       | 8           | 32       | 0     | 7        | 44       | 11    | 0        | 31    | 25       | 3.92     | 1.66    |
| 1987       | 近鉄       | 38    | 0     | 0     | 0     | 0        | 0     | 2     | 0        | --          | .000  | 357   | 78.2     | 81       | 10          | 49       | 0     | 5        | 39       | 2     | 0        | 56    | 54       | 6.18     | 1.65    |
| 1988       | 近鉄       | 31    | 6     | 0     | 0     | 0        | 3     | 3     | 1        | --          | .500  | 268   | 59.2     | 64       | 7           | 33       | 3     | 2        | 46       | 3     | 0        | 24    | 23       | 3.47     | 1.63    |
| 1989       | 近鉄       | 24    | 13    | 2     | 1     | 0        | 7     | 2     | 1        | --          | .778  | 416   | 94.0     | 98       | 11          | 49       | 2     | 3        | 61       | 5     | 0        | 41    | 40       | 3.83     | 1.56    |
| 1990       | 近鉄       | 1     | 0     | 0     | 0     | 0        | 0     | 0     | 0        | --          | ----  | 13    | 3.0      | 1        | 0           | 3        | 0     | 0        | 0        | 0     | 0        | 1     | 1        | 3.00     | 1.33    |
| 1991       | 近鉄       | 21    | 0     | 0     | 0     | 0        | 6     | 0     | 4        | --          | 1.000 | 156   | 37.2     | 32       | 2           | 16       | 1     | 0        | 24       | 2     | 0        | 13    | 13       | 3.11     | 1.27    |
| 1992       | 近鉄       | 4     | 0     | 0     | 0     | 0        | 0     | 0     | 0        | --          | ----  | 44    | 9.0      | 14       | 0           | 1        | 0     | 2        | 4        | 0     | 0        | 9     | 8        | 8.00     | 1.67    |
| 1994       | 広島       | 7     | 0     | 0     | 0     | 0        | 1     | 0     | 0        | --          | 1.000 | 43    | 9.2      | 11       | 3           | 4        | 0     | 0        | 6        | 0     | 0        | 8     | 8        | 7.45     | 1.55    |
| 通算：10年 | 通算：10年 | 151   | 25    | 2     | 1     | 0        | 17    | 12    | 6        | --          | .586  | 1588  | 354.1    | 376      | 44          | 191      | 6     | 19       | 226      | 23    | 0        | 192   | 181      | 4.60     | 1.59    |

### 記録
- 初登板：1983年10月21日、対阪急ブレーブス26回戦（藤井寺球場）、3回表より3番手で救援登板、4回3失点
- 初先発登板：1984年9月29日、対日本ハムファイターズ25回戦（藤井寺球場）、1回1/3を6失点で敗戦投手
- 初勝利・初先発勝利：1988年4月15日、対南海ホークス1回戦（大阪スタヂアム）、5回1失点
- 初セーブ：1988年9月18日、対日本ハムファイターズ24回戦（藤井寺球場）、6回1死より2番手で救援登板・完了、3回2/3を無失点
- 初完投：1989年5月31日、対西武ライオンズ7回戦（大阪スタヂアム）、9回1失点で敗戦投手
- 初完投勝利・初完封：1989年8月19日、対福岡ダイエーホークス21回戦（新大分球場）

### 背番号
- 30 （1983年 - 1993年）
- 22 （1994年）
- 56 （1995年）

## 関連情報

### 野球解説者として
- ゴールデンナイター／パワーアップナイター／プロ野球中継（ABCテレビ）
- ABCフレッシュアップナイター（ABCラジオ）
- 近鉄バファローズアワー（ABCラジオ）

### 俳優・タレントとして

#### 映画
- 新・仁義なき戦い/謀殺（2003年2月15日公開、東映）

#### テレビドラマ
- 剣客商売 第2シリーズ 第9話「隠れ簑」（2000年、フジテレビ / 松竹） - 坂部 役
- 京極夏彦「怪」（WOWOW）
  - 第2話「隠神だぬき」（2000年3月18日） - 青鬼 役（特別出演）
  - 第3話「赤面ゑびす」（2000年7月20日） - 海蛇 役
- 火曜サスペンス劇場「警部補 佃次郎10 つぐない」（2000年5月30日、日本テレビ） - 三浦健二 役
- HOTELスペシャル2000秋（2000年9月28日、TBS）
- はるちゃん5 第10話（2001年、東海テレビ・国際放映）
- 土曜ワイド劇場（テレビ朝日）
  - 「京都の芸者弁護士事件簿5」（2001年8月18日）
  - 「大阪社会部ひまダネ記者」（2003年6月21日）
- ドラマスペシャル「時効〜流氷に消えた最愛の逃亡者〜」（2002年3月16日、朝日放送）

#### バラエティ・その他の番組
- 勇者のスタジアム・プロ野球好珍プレー（日本テレビ）
- 壮絶人生 俺たちはプロ野球選手だった（TBS）
- お願い!ランキング（テレビ朝日）
- 解決!ナイナイアンサー（日本テレビ）
- 近代麻雀Presents 麻雀最強戦2015 著名人代表決定戦（フジテレビONE）
- 爆報! THE フライデー（TBS）
- 開局60周年記念生放送 テレ東60彩（テレビ東京） - テレビ東京と生年月日が一致しているという理由でゲスト出演
- モンド麻雀プロリーグ（MONDO TV） - 第18回モンド名人戦に出場し優勝